# Give Life Back to Music
"Give Life Back to Music" é uma canção escrita, gravada e produzida pela dupla de musica eletrônica francesa Daft Punk. Foi lançada em 31 de janeiro de 2014 como quinto e ultimo single para o seu quarto álbum de estúdio Random Access Memories.

## Faixas e formatos
| Airplay |                           |         |  |
| N.º     | Título                    | Duração |  |
| 1.      | "Give Life Back to Music" | 4:34    |  |

## Créditos
- Daft Punk – Produção, vocais, sintetizador
- Chilly Gonzales – Instrumento de teclas
- Paul Jackson, Jr. – Guitarra
- Nile Rodgers – Guitarra
- Greg Leisz – Pedal steel
- Chris Caswell –  Instrumento de teclas
- Nathan East – Baixo elétrico
- John "JR" Robinson – Bateria
- Quinn – percussão

## Desempenho nas paradas

### Gráficos semanais
| Paradas (2013–14)                                 | Melhor posição |
| ------------------------------------------------- | -------------- |
| Bélgica (Ultratip Bubbling Under de Flandres)     | 2              |
| Bélgica (Ultratop 40 Flandres Dance)              | 16             |
| Bélgica (Ultratip Bubbling Under da Valônia)      | 12             |
| Bélgica (Ultratip Valônia Dance)                  | 26             |
| Coreia do Sul (Gaon International Chart)          | 2              |
| Dinamarca (Tracklisten Bit Track)                 | 12             |
| Estados Unidos (Bubbling Under Hot 100 Singles)   | 13             |
| Estados Unidos (Billboard Dance/Electronic Songs) | 18             |
| Estados Unidos (Billboard Dance Club Songs)       | 9              |
| França (SNEP)                                     | 23             |
| Itália (FIMI)                                     | 77             |
| Japão (Japan Hot 100)                             | 77             |
| Japão (Hot Overseas)                              | 15             |
| Reino Unido (UK Singles Chart)                    | 164            |
| Suécia (Sverigetopplistan)                        | 26             |
| Suíça (Schweizer Hitparade)                       | 58             |

### Gráficos anuais
| Paradas (2013)                                    | Melhor posição |
| ------------------------------------------------- | -------------- |
| Coreia do Sul (Gaon International Chart)          | 151            |
| Estados Unidos (Billboard Dance/Electronic Songs) | 51             |

## Histórico de lançamento
| País           | Data                   | Formato                | Gravadora        |
| -------------- | ---------------------- | ---------------------- | ---------------- |
| Itália         | 31 de janeiro de 2014  | Contemporary hit radio | Sony Music       |
| Estados Unidos | 4 de fevereiro de 2014 | Contemporary hit radio | Columbia Records |